# Timo Baumgartl
Timo Baumgartl (Böblingen, 1996. március 4. –) német labdarúgó, az amerikai St. Louis City játékosa.

## Klubcsapatokban
A labdarúgást az GSV Maichingen csapatában kezdte. 2010-ben került az SSV Reutlingen 05 utánpótlásába. Itt mindössze egy évet maradt, a VfB Stuttgart utánpótlásának tagja lett. Baumgartl 2013. december 18-án debütált a harmadosztályú VfB Stuttgart II–Borussia Dortmund II meccsen, 2-1-re kikaptak. Az egész meccsen középhátvédként játszott.
Az élvonalban 2014. november 8-án mutatkozott be a VfB Stuttgart első csapatában a Werder Bremen ellen.
2023. július 26-án két évre aláírt a Schalke csapatához.

## Válogatottban
Több német korosztályos válogatottban is játszott. Már 15 éves, 3 hónapos és 3 napos korában is válogatott volt, ekkor debütált ugyanis az U15-ös válogatottban. Bekerült a 2019-es U21-es labdarúgó-Európa-bajnokságra utazó keretbe.